# Histoire des Juifs en Provence et au Languedoc

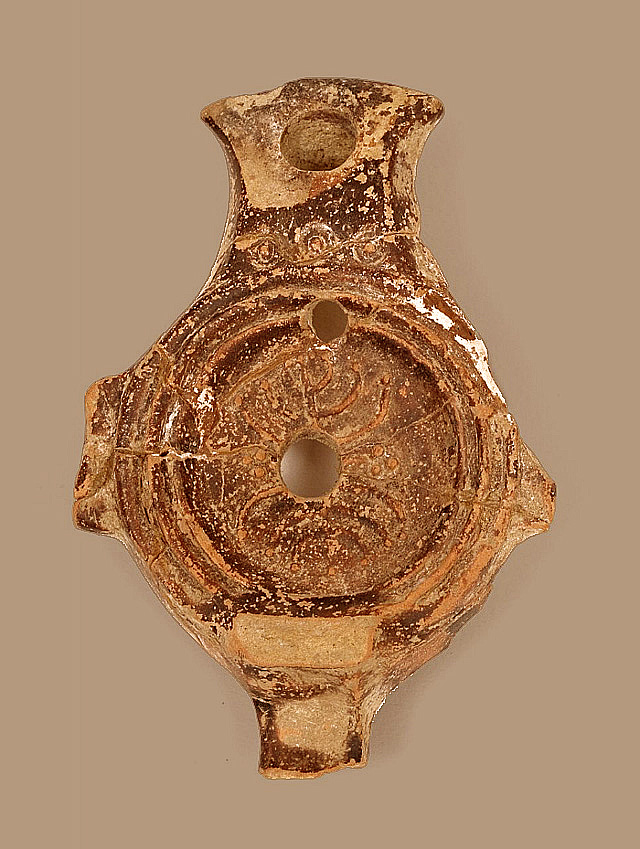
Lampe à huile d'Orgon, exposée au musée judéo-comtadin de Cavaillon

Pour un article plus général, voir histoire des Juifs en France.
L'histoire des Juifs en Provence et au Languedoc remonte au Ier siècle. La présence de Juifs semble attestée par des vestiges archéologiques du Ier siècle, tels qu'une lampe à huile ornée du chandelier à sept branches découverte en 1967 à Orgon.
Durant tout le Moyen Âge, les Juifs du Languedoc et de Provence profitent de la proximité avec l'importante communauté juive espagnole et de la relative indépendance des autorités locales par rapport aux pouvoirs espagnols et français. C'est ainsi qu'une importante communauté juive existe à Narbonne au VIIIe siècle et qu'aux XIIe et XIIIe siècles, la communauté juive connaît un grand essor intellectuel avec notamment une famille de savants, les Tibbonides qui participe au développement de l'étude de la philosophie et des sciences à Montpellier.
Les Juifs du Languedoc sont expulsés comme tous les autres Juifs du royaume de France au XIVe siècle et l'annexion de la Provence par le roi de France au XVIe siècle entraine l'expulsion des Juifs qui ne trouvent refuge dans la région que dans les possessions pontificales, à Avignon et au Comtat-Venaissin où ils sont confinés dans des « carrières », nom local des juiveries. Au XVIIIe siècle, leur condition s'améliorant, ils peuvent restaurer et décorer les synagogues de Carpentras et de Cavaillon qui restent aujourd'hui parmi les plus belles et les plus anciennes de France. 
La Révolution française apporte l'émancipation aux Juifs du pape dont la communauté est rapidement assimilée. Le dernier locuteur du parler judéo-provençal est le poète et écrivain Armand Lunel décédé en 1977. Toutefois, une nouvelle communauté juive s'est développée au XXe siècle, d'abord avec l'arrivée de Juifs ashkénazes dans les grandes villes comme Marseille, puis avec l'immigration de Juifs venus d'Afrique du Nord et particulièrement d'Algérie qui revitalisent les communautés juives de toutes les grandes villes.

## Des origines à l'an mille

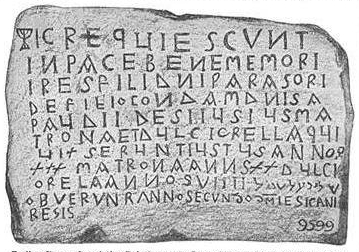
Inscription funéraire de Narbonne (689) : « Ici reposent en paix les trois enfants d'heureuse mémoire du seigneur Paragorus, fils du défunt seigneur Sapaudus, à savoir Justus, Matrona, Dulciorella qui ont vécu Justus trente ans, Matrona vingt ans et Dulciorella neuf ans. Paix sur Israël. Ils sont décédés dans la deuxième année du seigneur Egica, roi. »

Le premier témoignage d'une présence juive en Provence est liée à la découverte archéologique à Orgon (non loin de Cavaillon) en 1967 d'une lampe juive datée du Ier siècle. D'autres découvertes archéologiques confirment la présence de Juifs dans la basse vallée du Rhône entre le Ier et le Ve siècle.
Au VIe siècle, on trouve des Juifs à Marseille, à Arles, à Uzès, à Narbonne. Les premières persécutions dans le nord de la France incitent des Juifs à revenir s'établir plus au sud, notamment à Marseille. Si les évêques d'Arles et de Marseille tentent de les baptiser de force, ils semblent finalement avoir été laissés en paix sur ordre du pape Grégoire le Grand.
Aux VIIe et VIIIe siècles, la Septimanie - qui couvre à peu près le Languedoc et le Roussillon - sert de refuge aux Juifs opprimés dans l'Espagne wisigothique.  C'est du VIIe siècle que date la plus vieille inscription juive trouvée en France à Narbonne, ornée d'un chandelier et portant en hébreu la phrase   
שלם
על
׳שראל
(Paix sur Israël). La condition des Juifs à Narbonne sous les premiers Carolingiens semble très favorable. Il s'y établit un centre majeur d'études du judaïsme dès le VIIIe siècle. Elle ne se dégrade qu'avec Charles le Simple. À la même époque, on trouve également des communautés juives à Auch et Nîmes et au IXe siècle, l'immigration d'Espagne contribue à la formation de nouvelles communautés dont celle de Carcassonne.

## Essor du judaïsme du midi de la France auXIIesiècle

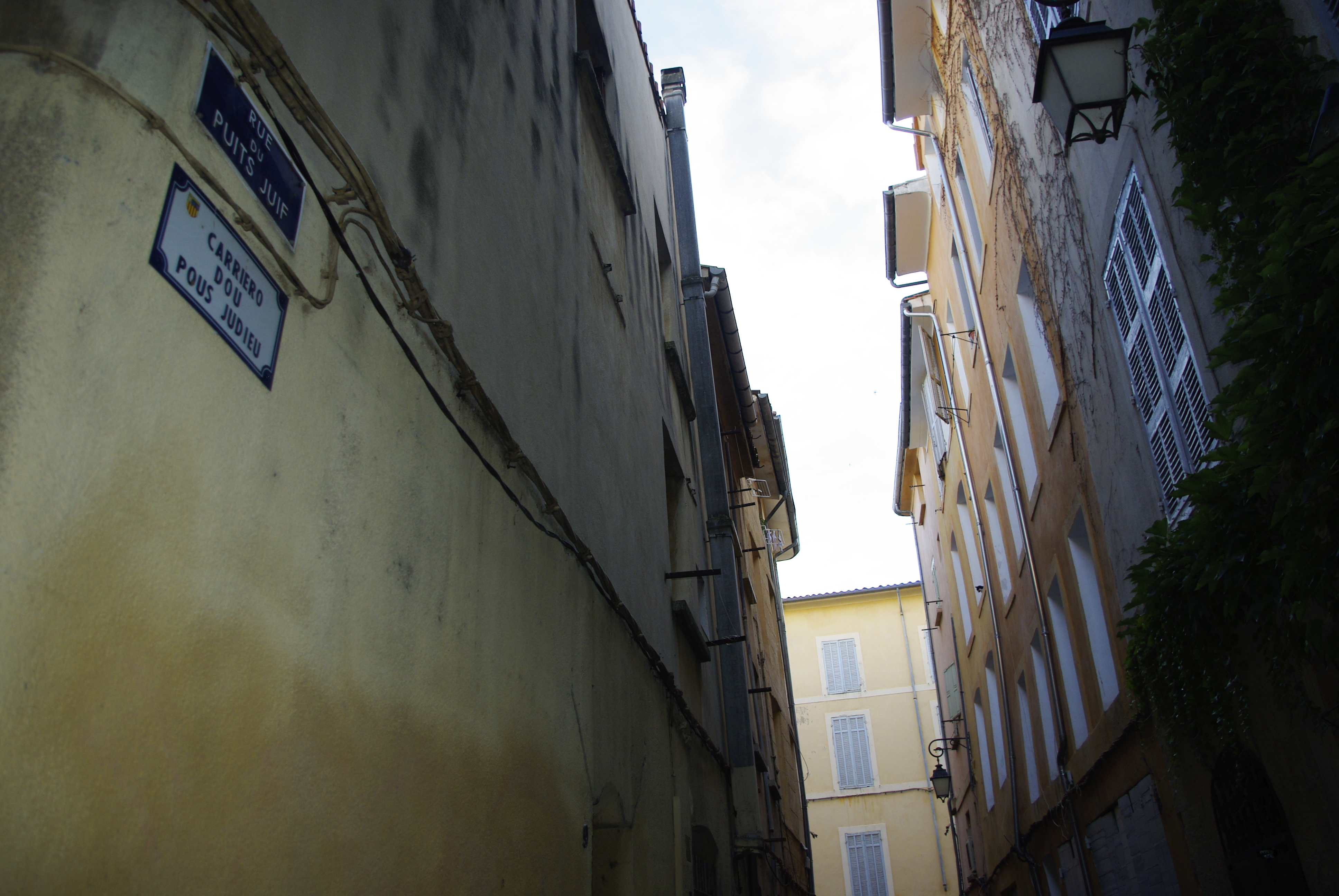
La rue du puits juif à Aix-en-Provence y rappelle le quartier juif des

Au XIe siècle apparaissent des communautés juives à Toulouse et à Lodève.  
Le XIIe siècle est une période de prospérité pour le judaïsme provençal et languedocien qui profite de l'esprit de tolérance qui règne alors dans les cours de Toulouse et de Béziers.  Armand Lunel peut écrire : « Sous le ciel des troubadours et par la douceur native des tempéraments, l'âpreté des rapports entre l'Église et la Synagogue put peu à peu se réduire et le poids de la réprobation théologique s'alléger jusqu'à rendre pacifique la cohabitation des chrétiens et des juifs. »
Les comtes de Toulouse et les Trencavel qui règnent à Béziers sont parmi les princes les plus libéraux vis-à-vis des Juifs. Les vicomtes Raymond et Roger II Trencavel, accueillent les Juifs à leurs cours, les protègent des émeutes suscitées par l'évêque de Béziers, moyennant le paiement annuel d'un impôt de quatre livres d'argent. Ils nomment même deux baillis juifs. Le dernier Trencavel, Raimond-Roger s'appuie sur les Juifs pour gouverner Béziers jusqu'à sa chute en 1209. 
Benjamin de Tudèle, le rabbin voyageur du XIIe siècle, cite certaines communautés du midi, évoque leurs nombreuses écoles talmudiques et leurs maîtres de l'époque. Les Juifs peuvent s'adonner à l'agriculture comme au commerce. Une des plus importantes communautés juives est alors celle de Narbonne, forte de trois cents personnes et où les Juifs disposent d'un hôpital. D'autres communautés sont établies à Montpellier, à  Lunel où existe une synagogue pouvant accueillir trois cents personnes et où les rabbins accueillent et enseignent leurs étudiants, à Beaucaire, à Saint-Gilles, à Arles et à Marseille où chacune des deux synagogues peut recevoir trois cents fidèles. 
La communauté de Narbonne est dirigée au XIIe siècle par Kalonymos ben Toderos, issu d’une famille très ancienne probablement romaniote, qui possédait de nombreux immeubles, dont la propriété lui était garantie par lettres patentes. Les Kimhi, Joseph, Moïse et David sont des grammairiens et lexicographes narbonnais éminents, originaires d'Espagne, qui contribuent à la connaissance des textes hébreux par les théologiens et savants chrétiens et qui participent à des disputations judéo-chrétiennes. Quant aux Tibbonides, autres savants d'origine espagnole établis à Lunel puis à Montpellier et Marseille, ils pratiquent souvent la médecine et participent par leurs traductions de l'arabe vers l'hébreu à la diffusion des écrits de Maïmonide mais aussi d'Euclide, Aristote et Galien.    
À Posquières (aujourd'hui Vauvert), près de Lunel, existait également une communauté juive, comptant environ quarante membres. C’est là que, vers 1125, naquit Abraham ben David (mort en 1198), un des plus remarquables talmudistes du temps, comparé par certains à Rachi et fameux par sa critique de Maïmonide. Isaac l'Aveugle, lui aussi originaire de Posquières, commente un des livres fondateurs de la Kabbale, le Sefer Yetzira.
À la fin du XIIe siècle, les Juifs du Languedoc et du comté de Toulouse connaissent donc un sort enviable. La vie intellectuelle est brillante. Raymond VI de Toulouse confie des charges importantes aux Juifs et laisse le catharisme se développer dans ses possessions.
Benjamin de Tudèle cite aussi les communautés provençales de Marseille et d'Arles aux savants ou rabbins réputés. En ce XIIe siècle, « l’habitat juif s’égrène et fleurit sur tout l’espace méridional, aussi bien dans les villes que dans les villages ; essaimage de la population qui traduit encore une certaine quiétude et tranquillité ». « Les potentialités andalouses s’épanouirent et décuplèrent en terrain languedocien, qui devint un foyer exceptionnel de pensée et de science juives ».

## Spoliations, massacres et expulsions auxXIIIeetXIVesiècles
Aussi le légat du pape qui va déclencher la croisade des Albigeois ne reproche-t-il pas seulement au comte de Toulouse d'avoir laissé se développer le catharisme mais aussi d'avoir fait la part trop belle aux Juifs. Ceux-ci ne sont pas massacrés comme les cathares après la défaite mais en 1229, Raymond VII de Toulouse est vaincu et ses terres passent après sa mort sous la possession d'Alphonse de Poitiers, frère de Saint Louis et mari de l'héritière de Raimond VII. Des Juifs biterrois fuient quelque temps en Catalogne avant de revenir, mais dès lors, les Juifs sous la domination d'Alphonde de Poitiers souffrent d'un arbitraire semblable à celui qui règne à leur égard dans le royaume de Saint Louis. Alphonse de Poitiers ne manque pas de les pressurer : taxes pour dispense de rouelle ; fonds pour la croisade en 1248 puis nombreuses extorsions de fonds avec menaces d'expulsion et imposition forcée qui lui rapporte autant que celle sur les chrétiens pour  la Huitième croisade. Les Juifs émigrent alors vers la Provence, sous la domination de la maison d'Anjou,. 
Les médecins juifs aussi sont craints par l'Église pour l'influence qu'ils ont auprès des grands et, au concile de Béziers (1246), il est résolu d’interdire à tout médecin juif de donner ses soins à un chrétien. Cette interdiction frappe une personnalité comme Moshe ibn Tibbon et est renouvelée à un autre concile, tenu dans le sud de la France.
Désormais, les Juifs du Languedoc suivent le sort de ceux de la France du nord et comme eux sont expulsés du royaume en 1306 sous Philippe le Bel. Soixante-quinze mille livres sont produites par la vente par l'administration royale des biens des Juifs expulsés de la sénéchaussée de Toulouse au XIVe siècle.
Seuls, le comté de Provence et les possessions du Pape les accueillent encore, dans le midi de la France. Ceux qui reviennent dans le Languedoc ou qui ont réussi à y rester sont massacrés lors de la seconde croisade des Pastoureaux qui suscite son cortège de massacres de Juifs dans le sud-ouest de la France, à Auch, Castelsarrasin, etc. À Verdun-sur-Garonne, ils se suicident. Certains Juifs préfèrent accepter le baptême plutôt que d'être massacrés mais sont alors considérés comme relaps par l'Inquisition et donc menacés du bûcher s'ils reviennent plus tard au judaïsme
Les Juifs languedociens survivants doivent quitter la région lors des expulsions ultérieures du XIVe siècle décrétées par les rois de France. Beaucoup s'établissent au royaume d'Aragon.

## Le judaïsme provençal, duXIIIeauXVIesiècle
La vie pour les Juifs de Provence reste relativement paisible en cette période où ils subissent persécutions et expulsions dans le royaume de France. Ils sont formellement reconnus comme « citoyens » à Marseille, à Saint-Rémy-de-Provence et à Tarascon plusieurs fois du XIIIe au XVe siècle. Leurs obligations religieuses sont même prises en compte par la réglementation : à Marseille, où, de par la règlementation municipale, les habitants doivent balayer devant leur porte le samedi, les Juifs doivent, eux, balayer le vendredi et ils sont dispensés de circuler avec une lumière, les nuits de chabbat et de fêtes juives.
Les contraintes qu'on leur inflige sont tempérées : la cornette que les femmes doivent porter et la rouelle sont de petites dimensions et leur port n'est pas obligatoire en voyage. Les tribunaux civils interviennent parfois dans la vie religieuse juive, par exemple, à Manosque, en jugeant un circonciseur refusant ses services ou un homme se prétendant indûment du titre de Cohen. À Tarascon, défense est faite aux Juifs d'acheter de la viande non rituelle. Les Juifs peuvent s'adonner au commerce, leur occupation principale, au prêt à intérêt, à l'industrie, notamment à la production de savon à Arles et au travail du corail et à la médecine. À Manosque, en 1286, quatre médecins sont juifs alors que la population juive ne dépasse pas quarante familles. Ceux-ci soignent Juifs et chrétiens et peuvent même être « experts près les tribunaux ».
Les Juifs disposent d'équipements communautaires, synagogues, écoles primaires et talmudiques, boucheries chargées de l'abattage de la viande rituelle, hôpitaux et cimetières.  
Ils ne sont cependant pas épargnés par la pression fiscale : à Orange, la communauté juive doit une contribution annuelle de trois-cents-écus.  
En 1482, à la mort du roi René d'Anjou, le roi de France Louis XI devient comte de Provence. Ce dernier, qui avait vainement essayé de rappeler les Juifs du Dauphiné évite de taxer les Juifs et, au contraire, renouvelle leur droit de séjour, politique continuée, au début de son règne, par Charles VIII. Toutefois, des émeutes anti-juives ont lieu comme à Arles où des heurts font 16 morts dont 9 catholiques qui avaient secouru des Juifs. Comme souvent, les Juifs sont accusés d'être fauteurs de troubles et les édiles demandent leur expulsion, d'autant plus qu'en 1492, les Juifs sont expulsés d'Espagne. Charles VIII prononce l'édit d'expulsion en 1498 et Louis XII le réitère le 31 juillet 1501. Les Juifs, ici encore, ont le choix entre le baptême ou l'exil. De nombreux Juifs préfèrent le baptême à l'exil mais une nouvelle taxe de 6 000 livres touche en 1512 122 chefs de famille dans 16 localités. Ces nouveaux chrétiens sont discriminés pendant près de 3 siècles. Ainsi, en 1627, le poète Malherbe parle de ceux qui ont tué son fils Marc-Antoine comme des « fils de ces bourreaux qui T'ont crucifié ». En 1778, un édit royal prescrit de ne plus faire de différences entre nobles provençaux, fussent-ils d'origine juive ou mahométane.      
À partir du XVIe siècle, seuls le Comtat-Venaissin et Avignon restent donc entr'ouverts aux Juifs.

## Les Juifs du Comtat et d'Avignon
Si on a trouvé un cachet juif du IVe siècle à Avignon, la présence juive y est attestée depuis le XIIe siècle. Les Juifs résident alors dans le quartier de la rue vieille juiverie à moins que ce soit rue Abraham. 
Le 27 mars 1247, mercredi de la semaine sainte, une petite chrétienne est trouvée morte à Valréas. Cela donne lieu à l'une des premières accusations de crime rituel contre les Juifs. Des Juifs de Valréas sont immédiatement arrêtés, torturés et brûlés sur le bûcher. Par la suite, d'autres Juifs de la région sont eux aussi persécutés et il faut l'intervention du pape Innocent IV pour arrêter cette flambée d'antijudaïsme. 
À Carpentras résident des Juifs depuis au moins le 28 février 1276, selon des rôles d'impôts de cette période.

### Les Juifs du Pape duXIVeauXVIIIesiècle

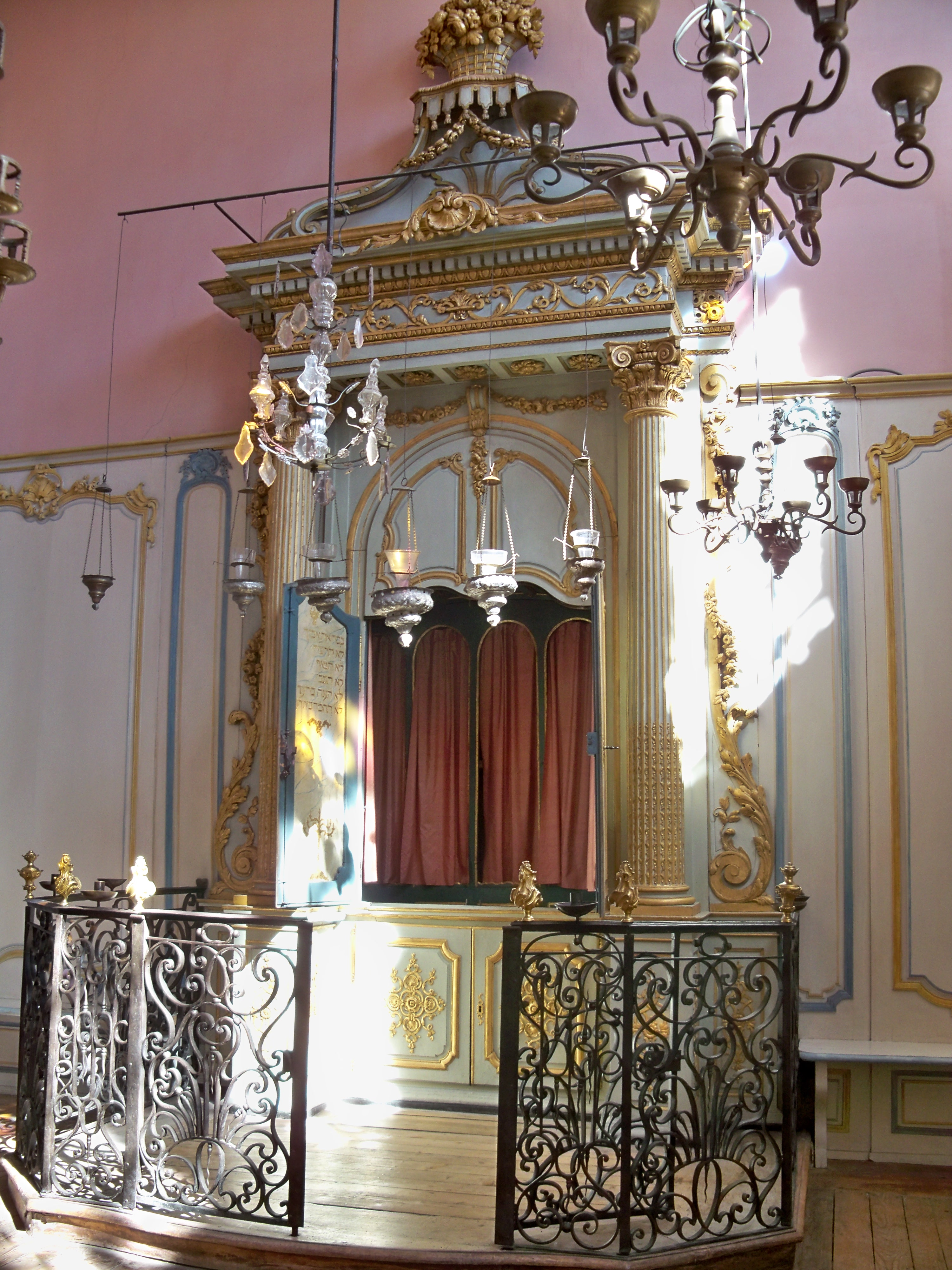
Arche sainte de la synagogue de Cavaillon

Durant cinq siècles, jusqu'à la Révolution française, les Juifs du Comtat-Venaissin et d'Avignon vivent sous l'administration papale. S'ils sont protégés des expulsions visant leurs coreligionnaires du royaume de France, ils y sont néanmoins victimes de discriminations qui varient suivant les moments : restrictions professionnelles, impôts, obligations vestimentaires... mais surtout obligation à partir de la fin du XVIe siècle, d'habiter une des quatre carrières (ou ghetto) de Carpentras, d'Avignon, de Cavaillon ou de L'Isle-sur-la-Sorgue.     
Après une courte période de prospérité liée à la présence de la cour papale à Avignon, cette population végète jusqu'au XVIIIe siècle, quand l'allègement des restrictions et la permission de voyager permettent un relatif essor économique reflété dans la belle décoration des synagogues de Carpentras et de Cavaillon.

### Les Juifs de la principauté d'Orange duXIIIeauXVIIIesiècle
La présence d'une petite communauté juive dans la principauté d'Orange est attestée par une première Charte du 6 décembre 1282, leur déniant le droit de témoigner en justice contre des chrétiens, et de posséder un office. En 1311, une seconde charte leur permet de témoigner sous réserve de l'obtention de l'autorisation du prince.
Une troisième charte, datée de 1353, les place sous la protection du Prince et leur accorde le même statut que les citoyens chrétiens d'Orange, avec la liberté entière de pratiquer leur culte, de commercer et d'aller et venir. Ils sont autorisés à disposer de leur propre système de justice interne et d'impôts, tout en étant soumis à redevance. Toutefois, dès les années suivantes, cet égalitarisme est battu en brèche : un chanoine leur rappelle l'obligation de porter des signes vestimentaires distinctifs, et à la fin de la décennie, l'autorisation de la pratique de la médecine, qui leur avait valu le soutien du prince, leur est retirée, tout comme la pratique de l'« usure » (prêt à intérêt) ou le commerce des grains. Au XIVe siècle, ils disposent de deux synagogues à Courthézon et Orange, ainsi que d'un cimetière propre à Crochans, au nord d'Orange. Aucune trace de carrière n'a été retrouvée, et les témoignages historiques attestent au contraire de propriétés d'immeubles dans plusieurs endroits de la Principauté et de la ville. Outre les rapports commerciaux, les rapports d'échanges de service entre juifs et chrétiens témoignent d'une forte intégration, avec intercessions réciproques des uns en faveur des autres pour faire valoir leurs intérêts.  
Constituant une minorité, tout comme les protestants, et prospérant dans les affaires, ils sont assez rapidement en butte à la jalousie de la population, et sont expulsés par une ordonnance du 20 avril 1505. Toutefois, même s'ils résident dans les villes des alentours, le prince leur accorde des sauf-conduits l'année suivante, et plusieurs d'entre eux reprennent leurs activités dans la principauté. À la suite de longues négociations sans effets avec le conseil communal pour retrouver leurs droits, le prince leur délivre de nouveaux sauf-conduits. Ces sauf-conduits sont annulés en 1556, le conseil communal fait appel au Parlement de Grenoble qui décide d'un procès, tout en reconnaissant la validité de la patente qui leur avait été accordée. Il n'y a plus de trace de la présence  de juifs à Orange jusqu'au milieu du siècle suivant, où la ville, administrée par des « consuls », sollicite leur retour, dans l'espoir d'aider à redynamiser l'économie et les finances de la ville. En 1687 et 1703, Louis XIV prononce deux ordonnances d'expulsion à leur encontre, qui ne seront pas suivies, du fait de la protection du comte de Médavy et de la princesse de Conti. Sous la pression des commerçants, une troisième ordonnance aboutit en 1732, et les 21 familles recensées vont s'installer dans les carrières surpeuplées des villes de la région, dont celle de Carpentras.  Vers 1796, un mouvement de Carpentras vers Orange s'amorce, et en 1808, on compte 36 personnes habitant la ville d'Orange,.

## Depuis la Révolution française

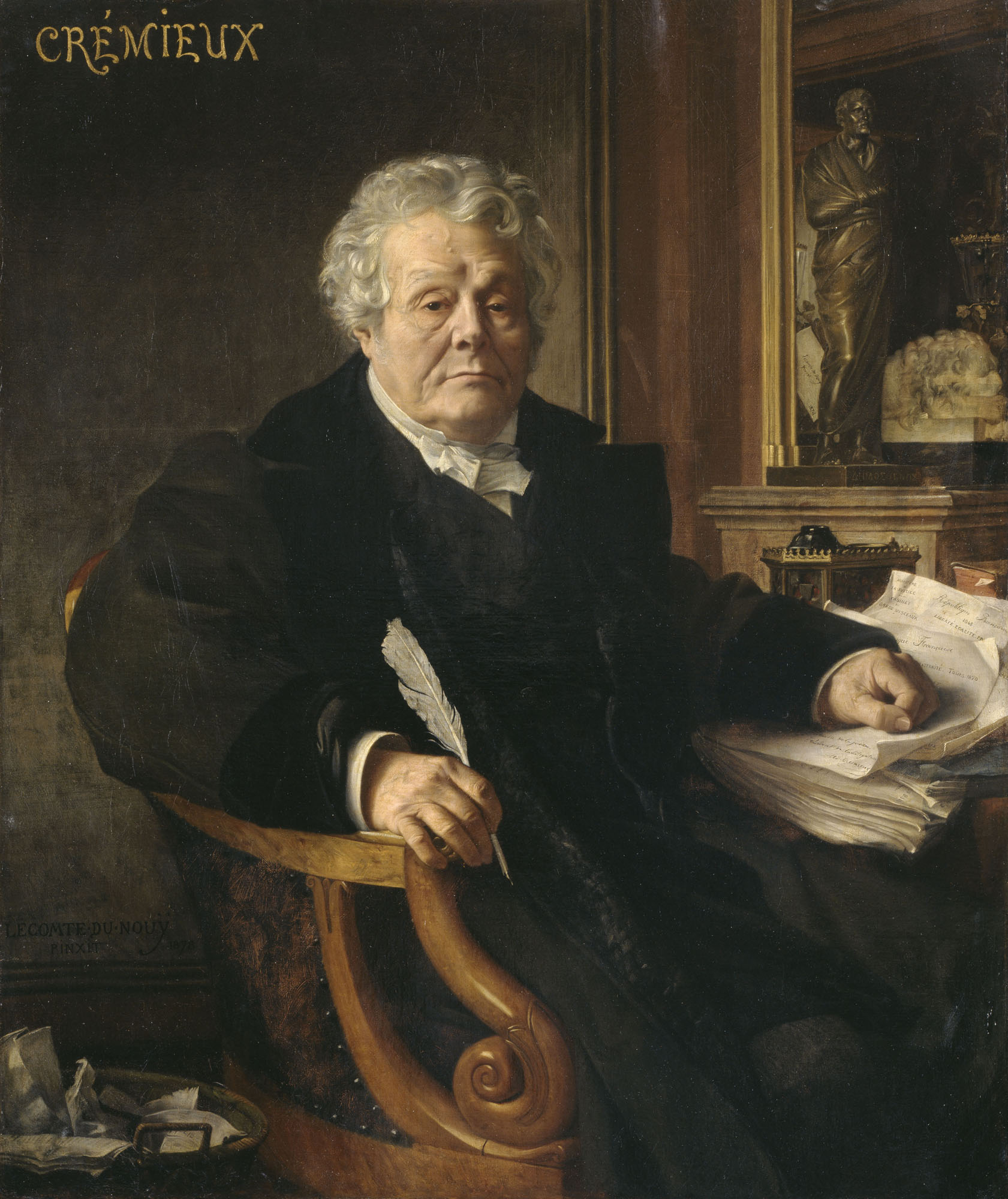
Adolphe Crémieux
Portrait par Lecomte du Noüy.

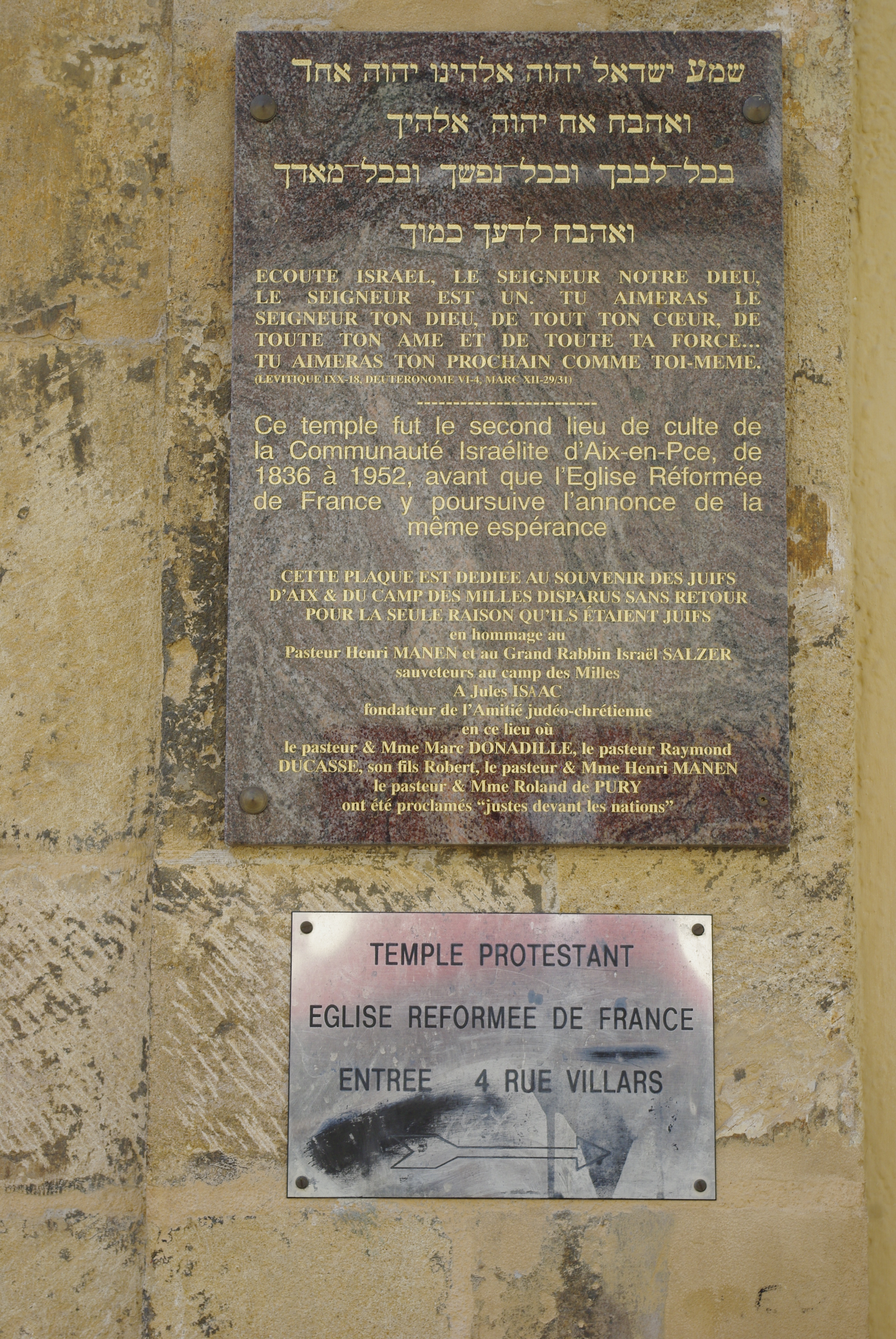
Plaque rappelant l'ancienne synagogue d'Aix-en-Provence et commémorant la déportation des Juifs du camp des Milles

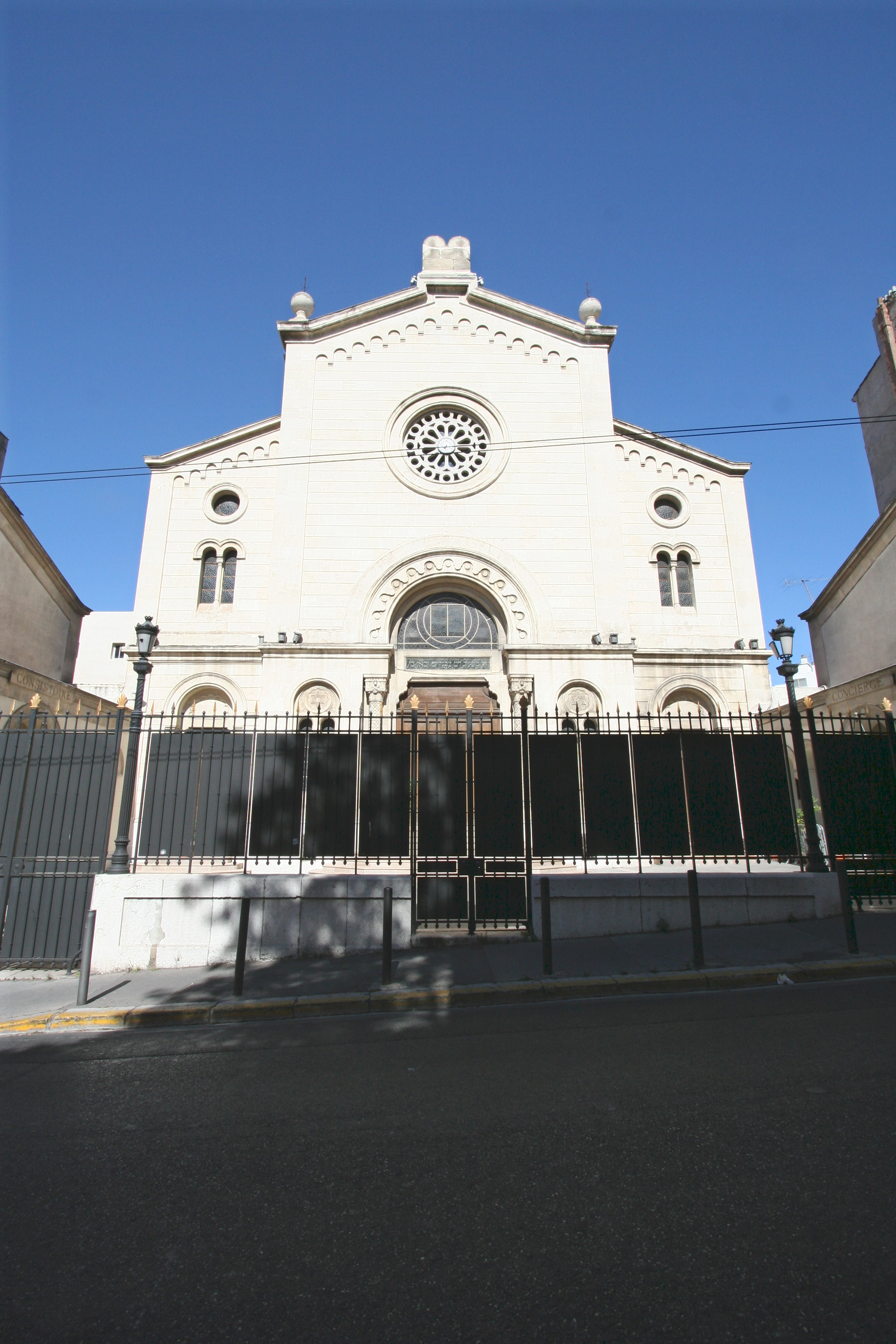
Grande synagogue de Marseille (inaugurée en 1864)

Depuis 1791, les Juifs sont citoyens français et partagent l'histoire des Juifs en France. En 1808, Napoléon crée l'administration consistoriale et les Juifs du midi dépendent alors tous du Consistoire de Marseille. Les petites communautés d'Avignon et du Comtat se dépeuplent à la suite du mouvement général des Juifs de France vers les métropoles : il n'y a plus que 149 Juifs à Avignon en 1892. Toutefois, le judaïsme du midi de la France donne un des personnages fondateurs du judaïsme français actuel, Adolphe Crémieux, né à Nîmes en 1796, avocat qui obtient l'abolition du serment more judaico, un des créateurs de l'Alliance israélite universelle et ministre auteur du décret donnant la citoyenneté française aux Juifs d'Algérie.
Durant la Seconde Guerre mondiale, beaucoup de Juifs du nord de la France se réfugient en zone sud qui n'est occupée par les Allemands qu'en 1942 mais où ils subissent les lois de Vichy. Cependant, des camps sont établis en zone sud, point de départ vers les camps de la mort, comme le camp des Milles près d'Aix-en-Provence. Le 26 août 1942, 419 personnes sont arrêtées dans l'Hérault lors d'une rafle opérée par la police et la gendarmerie de Vichy qui visait en fait 1010 hommes,femmes et enfants dont certains ont pu être prévenus par ceux mêmes qui devaient les arrêter. Une partie des Juifs arrêtés fut déportée vers les camps de la mort.  
À Nice, occupée par les Italiens, les Juifs connaissent une sécurité relative jusqu'à la capitulation italienne et l'arrivée, en septembre 1943, des Allemands qui font déporter des milliers d'entre eux.
Avec l'indépendance des pays d'Afrique du nord, de nombreux Juifs choisissent de s'établir dans le sud de la France et en revitalisent ainsi toutes les communautés. Il y a aujourd'hui une quarantaine de synagogues ou oratoires consistoriaux à Marseille pour une communauté de 70 000 personnes selon le site du Consistoire de Marseille, six à Toulouse pour une communauté juive de 20 000 personnes et six aussi à Nice. Dans ces villes existent aussi des communautés juives libérales ou réformées.